# Marc André Raffalovich

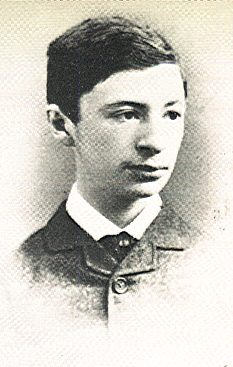
Raffalovich, giovanissimo, verso il 1880.

Marc-André Raffalovich o Mark André Raffalovich (Parigi, 11 settembre 1864 – 14 febbraio 1934) è stato un giornalista, saggista e poeta francese, oggi ricordato soprattutto per i suoi studi sull'omosessualità.

## Biografia
Raffalovich nasce da una ricca famiglia di banchieri ebrei di Odessa fuggiti dalla Russia zarista nel 1863.

Cosmopolita, poeta e saggista, sufficientemente agiato da non doversi preoccupare di un'attività lavorativa, si divide tra i circoli intellettuali di Parigi e Londra.
Nel 1882 si trasferisce in Inghilterra per studiare ad Oxford, ma finirà per stabilirsi a Londra. Il salone che aprirà a Londra nel 1890 sarà frequentato da personaggi importanti fra i quali Oscar Wilde, a cui lo legherà un rapporto misto di odio-amore (è celebre la perfida battuta di Wilde: "Povero Marc, era venuto a Londra per aprire un salon, e gli è riuscito solo di aprire un saloon"). È in questo luogo che Raffalovich conosce nel 1892 l'uomo che diverrà l'amore e il compagno di una vita, quel John Gray, personaggio di punta della Londra mondana del tempo, alla cui figura s'era ispirato lo stesso Wilde per il suo romanzo Il ritratto di Dorian Gray.

### La pubblicistica sull'omosessualità
Nel 1894 Raffalovich inizia a contribuire con saggi e recensioni sul tema dell'omosessualità (che lui preferisce chiamare "unisessualità") alle "Archives de l'Anthropologie Criminelle" ("Archivi d'Antropologia Criminale"), prestigiosa rivista diretta da Alexandre Lacassagne a Lione. In breve tempo Raffalovich acquisisce la fama di "esperto" sul tema, ed alcuni dei più importanti studiosi europei corrispondono o polemizzano con lui.
L'opera maggiore sul tema è pubblicata nel 1896: si tratta di Uranisme et unisexualité: étude sur différentes manifestations de l'instinct sexuel ("Uranismo ed unisessualità: studio sulle diverse manifestazioni dell'istinto sessuale"), di più di trecento pagine.
Nel 1897, sempre all'interno delle "Annales" di Lacassagne, inizia a pubblicare gli "Annales de l'unisexualité" ("Annali dell'unisessualità"), e successivamente le "Chroniques de l'unisexualité" ("Cronache dell'unisessualità"), con lo scopo di sintetizzare tutto quanto la stampa andava pubblicando sul tema omosessuale. Il tentativo riuscì solo in parte, in quanto breve e limitato agli anni 1907 e 1909, probabilmente a causa della mole incredibile di dati che Raffalovich era riuscito a raccogliere. Queste rubriche sono ancor oggi vere miniere di dati per lo storico.

### La conversione al cattolicesimo

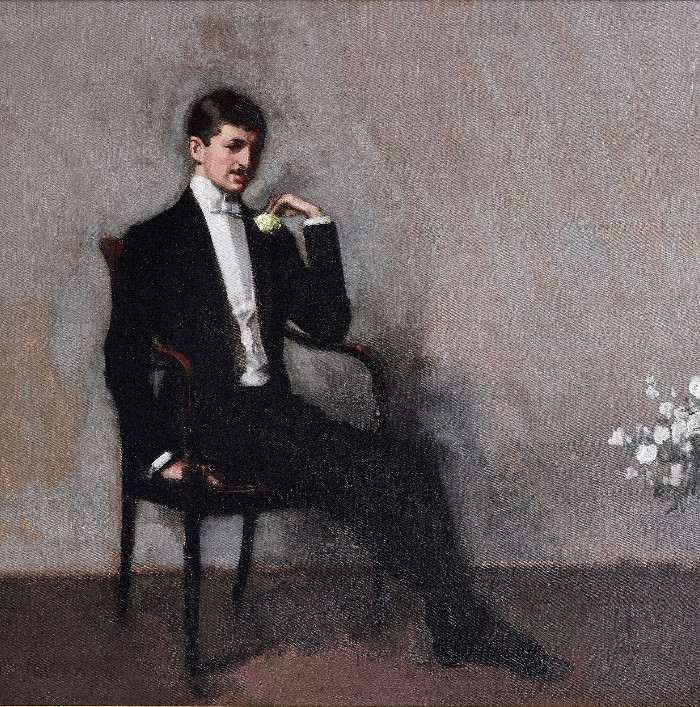
Raffalovich attorno al 1889, ritratto da Sydney Starr.

Nel 1896, sotto l'influsso di John Gray, Raffalovich si converte al cattolicesimo: da quel momento i percorsi personali dei due uomini andranno di pari passo. Raffalovich finirà con l'entrare nel Terzo Ordine Domenicano con il nome (a dire il vero ambiguo) di Sebastiano, mentre Gray diventerà sacerdote (e Raffalovich lo manterrà agli studi durante il periodo del seminario).
Quando John Gray sarà nominato curato a Edimburgo, Raffalovich non solo parteciperà in modo consistente alle spese per la costruzione della nuova chiesa di cui l'amato Gray sarà parroco, ma andrà ad abitare in una casa accanto ad essa per stargli vicino. I due resteranno insieme fino alla morte, avvenuta per entrambi nel 1934, e saranno sepolti uno accanto all'altro.
Se guardiamo la cronologia della sua vita non possiamo non notare che il 1896 è l'anno sia della pubblicazione di "Uranisme et unisexualité" che della sua conversione. Questa concomitanza avrà un'influenza preponderante nella sua elaborazione teorica successiva riguardo all'omosessualità e la renderà al tempo stesso originale e ricca di contraddizioni aspre e insanabili.
È infatti vero che da un lato, molto "modernamente", Raffalovich considera superato il modello di omosessualità condiviso al suo tempo (specie il concetto di "terzo sesso") e che considera l'omosessualità (o meglio l'"unisessualità") una semplice variante della sessualità umana: gli omosessuali sono come gli eterosessuali: casti e virtuosi, o debosciati e viziosi. 
Tuttavia dall'altro lato per lui esistono altre discriminanti.
- La prima è quella tra "invertito nato" (categoria a cui palesemente ritiene di appartenere lui stesso) ed "invertito acquisito". Solo il primo è degno di considerazione, in quanto non ha colpa per ciò che è, mentre il secondo è omosessuale non per natura interiore, bensì perché vizioso: è quindi portatore di disordine con la sua sessualità incontrollata, e criminogeno nei comportamenti.
- La seconda non sta tanto nella divisione tra "unisessuali" ed eterosessuali, quanto tra virtù e vizio: se il destino dell'eterosessuale nella società è sposarsi e fare figli, per l'unisessuale il destino a cui è chiamato è la castità. Solo se sarà padrone assoluto delle proprie pulsioni e dei propri desideri l'omosessuale potrà trovare un posto onorevole tra gli esseri umani, sublimando le sue pulsioni nell'arte e nell'amicizia spirituale, o addirittura mistica.

Questi punti, che come si nota sono fortemente influenzati dalla morale cattolica, resteranno fondamentali nel pensiero di Raffalovich.
Viste le premesse, non poteva che essere inevitabile che Raffalovich finisse per entrare in feroce polemica con il dr. Magnus Hirschfeld ed il Comitato scientifico umanitario di Berlino (i più importanti esponenti del movimento di liberazione omosessuale del tempo). Raffalovich arriverà a bollare tutto il lavoro svolto da Hirschfeld come pura propaganda in favore della "dissolutezza dei costumi" e lo accuserà di voler rovinare intere generazioni di giovani, arrivando infine a sostenere la giustezza delle leggi anti-omosessuali tedesche, in quanto freno alla completa dissoluzione morale.
Alla fine fece scendere per sempre il silenzio sul tema che lo aveva appassionato per sei anni intensi e fruttuosi.
Dopo il 1910 Raffalovich sarà mecenate di artisti, vedrà quotidianamente John Gray, gestirà un salon artistico a Edimburgo, e non tornerà più sul tema che lo aveva reso celebre. E che è peraltro l'unico motivo per cui viene ancora ricordato.

## Opere
Nota: Gran parte degli scritti non letterari di Raffalovich è in rete; tuttavia in nessun caso si tratta di normali pagine html: tutti i testi apparsi sulle "Archives d'anthropologie criminelle" (da qui in poi: AAC) sono online come fotografie .jpg delle singole pagine (salvo dove indicato diversamente), mentre le traduzioni italiane sono online solo come files .pdf.
- 1884 Cyril and Lionel, and other poems. A volume of sentimental studies, Kegan Paul & Co., London 1884, 102 pp.
- 1885 Tuberose and meadow-sweet [poesie]. D. Boque, London 1885, pp. 120.
- 1886 In fancy dress [poesie], Walter Scott, London 1886, pp. 148.
- 1889 It is thyself [poesie], Walter Scott, London 1889, pp. 146.
- 1890 A willing exile. A novel, F. V. White & Co., London 1890, 2 voll.
- 1894 Quelques observations sur l'inversion Archiviato il 21 maggio 2011 in Internet Archive., "AAC", n. 50, IX 1894, pp. 216–218. Traduzione italiana: Alcune osservazioni sull'inversione sessuale.
- 1894 L'éducation des invertis Archiviato il 21 maggio 2011 in Internet Archive., "AAC", n. 54, IX 1894, pp. 738–740. Traduzione italiana: L'educazione degli invertiti.
- 1895 The thread and the path [poesie], David Nutt, London 1895, pp. 106.
- 1895 L'uranisme. Inversion sexuelle congenitale. Observations at conseils Archiviato il 21 maggio 2011 in Internet Archive., "AAC", X 1895, pp. 99–127. Traduzione italiana: Mark André Raffalovich, L'uranismo, inversione sessuale congenita; osservazioni e consigli, Bocca, Torino 1896.
- 1895 John Addington Symonds Archiviato il 21 maggio 2011 in Internet Archive., "AAC", X 1895, pp. 241–244.
- 1895 L'inversion sexuelle Archiviato il 21 maggio 2011 in Internet Archive., "AAC", X 1895, pp. 325–332.
- 1895 A propos du Roman d'un inverti et de quelques travaux récents sur l'inversion sexuelle Archiviato il 21 maggio 2011 in Internet Archive., "AAC", X 1895, pp. 333–336. Traduzione italiana: A proposito del romanzo di un invertito e di alcuni recenti lavori sull'inversione sessuale.
- 1895 L'affaire Oscar Wilde Archiviato il 21 maggio 2011 in Internet Archive., "AAC", X 1895, pp. 445–477. Traduzione italiana come: Il processo Oscar Wilde: è necessaria la repressione penale dei delitti contra natura?, in: Mark André Raffalovich, L'uranismo, inversione sessuale congenita, Bocca, Torino 1896.
- 1895 Homosexualité et hétérosexualité, trois confessions Archiviato il 21 maggio 2011 in Internet Archive., "AAC", X 1895, pp. 748–758.
- 1896 Unisexualité anglaise Archiviato il 21 maggio 2011 in Internet Archive., "AAC", XI 1896, pp. 429–431.
- 1896 Uranisme et unisexualité: étude sur differentes manifestations de l'instinct sexuel, Storck, Lyon & Masson, Paris 1896, 363 pp. (è l'opera principale di Raffalovich).
- 1897 Annales de l'unisexualité, "AAC", XII 1897, pp. 87–102 e 185-224. (Online come file .pdf).
- 1903 L'affaire du prince de Bragance Archiviato il 21 maggio 2011 in Internet Archive., "AAC", XVIII 1903, pp. 159–161.
- 1903 A propos de l'affaire Shakespeare-Bacon Archiviato il 21 maggio 2011 in Internet Archive., "AAC", XVIII 1903, pp. 662–665.
- 1904 Les groupes uranistes à Paris et à Berlin Archiviato il 21 maggio 2011 in Internet Archive., "AAC", n. 132, XIX 1904, pp. 926–936. Traduzione italiana: I gruppi uranisti a Parigi e Berlino.
- 1905 A propos du syndacat des uranistes Archiviato il 21 maggio 2011 in Internet Archive., "AAC", XX nn. 136/137, pp. 283–286. Traduzione italiana: A proposito del sindacato degli uranisti.
- 1906 Sur Richard Burton Archiviato il 21 maggio 2011 in Internet Archive., "AAC", XXI 1906, pp. 474–479.
- 1907 Chroniques de l'unisexualité, "AAC", XXII 1907, pp. 606–632 e 767-786. (in formato .pdf).
- 1907 Des mariages entre hommes Archiviato il 21 maggio 2011 in Internet Archive., "AAC", XXII 1907, pp. 267–268.
- 1909 Chronique de l'unisexualité, "AAC", XXIV 1909, pp. 353–391.
- 1910 L'amour homosexuel. Seguito da: The origine [sic] and development of the moral ideas, par E. Westermarck (chap. XLIII), "AAC", XXV 1910, pp. 291–295 e 295-305.